# 庫夫納天文台

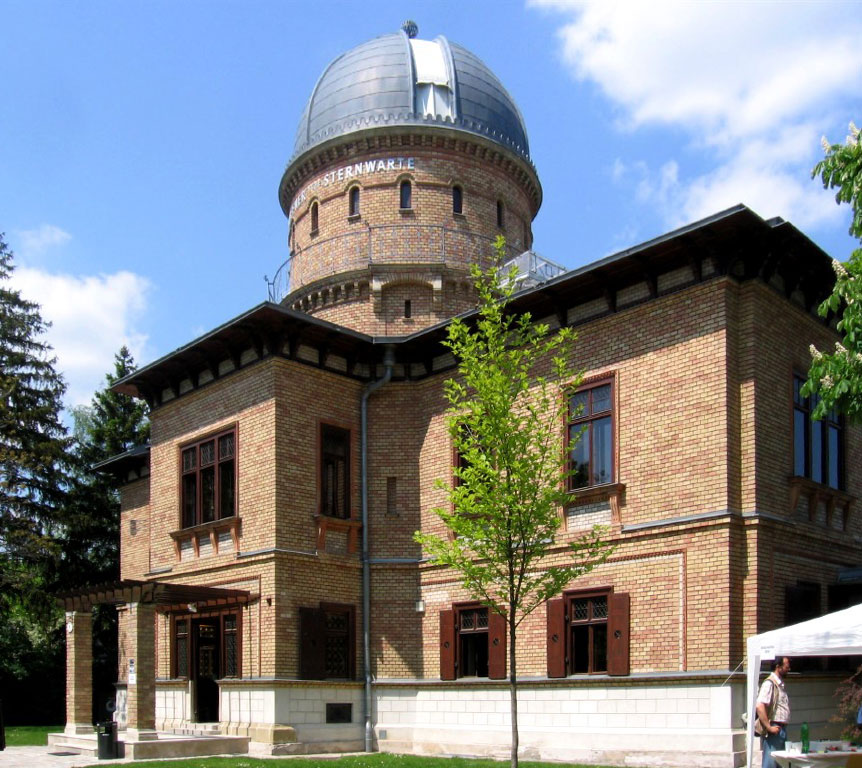
包含望遠鏡圓頂的庫夫納天文台主建築。

庫夫納天文台（德語：Kuffner Sternwarte）是位於奧地利首都維也納的兩座天文台的其中一座。該天文台位於維也納西部奧塔克靈區（Ottakring），在加青貝格山腰上海拔302公尺處。該天文台最初是私人科學研究機構，第二次世界大戰以後因為維也納建築不斷增加，產生的光害妨礙了夜間天文觀測，因此逐漸轉型為天文教育機構。今日庫夫納天文台的主要任務是對大眾進行天文教育，操作和保存具有歷史價值的天文儀器，以及其他天文學小型研究項目。

## 科學目標

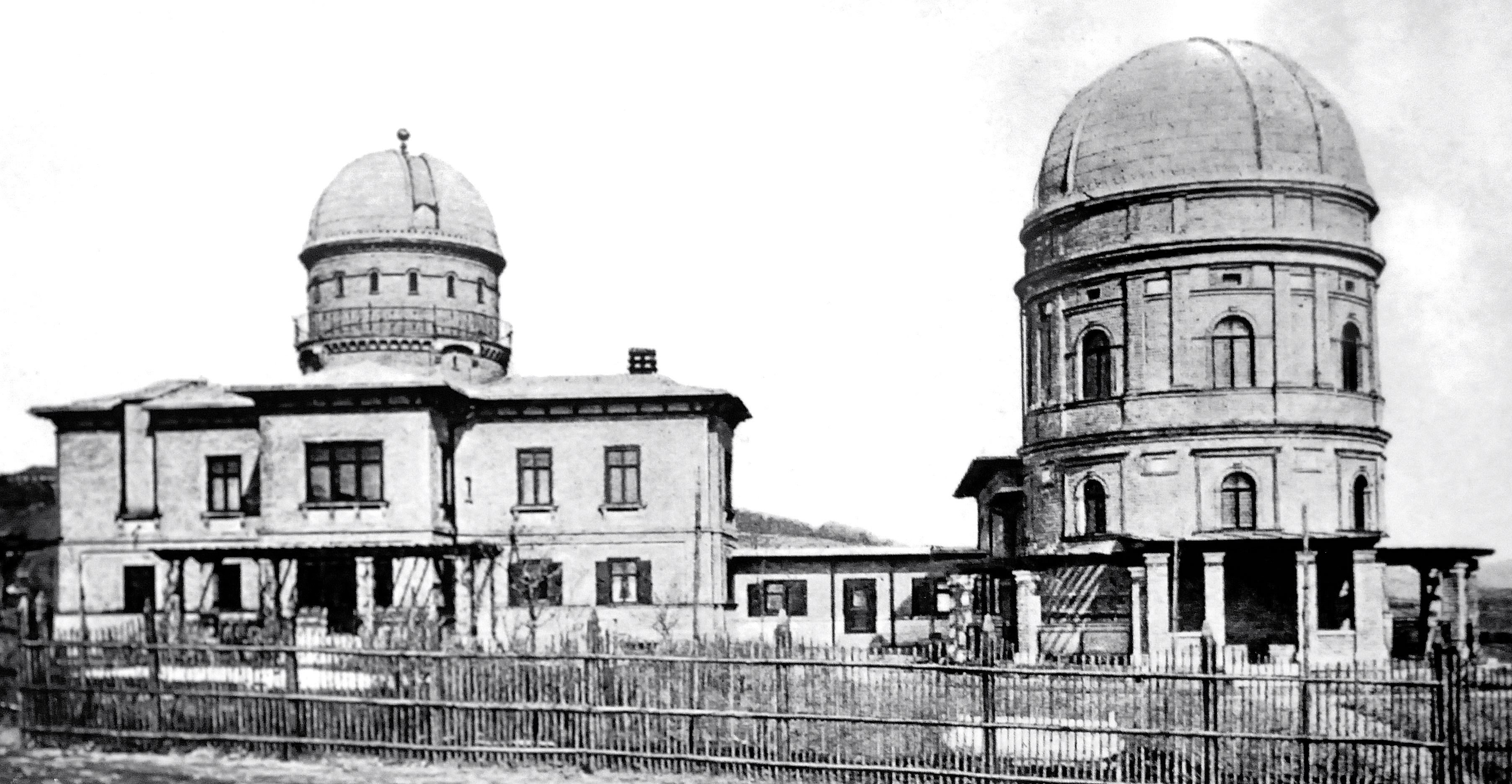
1891年的庫夫納天文台，攝於擴建後不久。

根據弗朗茨·馮·諾伊曼騎士的計畫，庫夫納天文台於1884到1886年進行建設。原本該天文台是私人的研究機構，建設資金是來自於出身卢登堡，以啤酒廠致富的的慈善家莫里茨·馮·庫夫納，並且庫夫納還資助了1889到1890年間的天文台擴建、設備以及操作的相關經費。
在第一次世界大戰之前數年，庫夫納天文台是奧匈帝國境內最重要的天文台之一，並且建立了國際性的聲譽。天文學家卡爾·威廉·維爾茨、莱奥·安东·卡尔·德巴尔、塞繆爾·奧本海姆和卡爾·史瓦西都曾經在該天文台任職。後來以黑洞相關理論聞名的史瓦西在庫夫納天文台擔任助理期間發展出了可以計算微弱天文光源的光強度、曝光時間以及感光乳劑不透明度的關係式。

## 關閉與重新啟用
庫夫納的企業在第一次世界大戰以後財政狀況逐漸惡化，因此天文台在1915年關閉，之後除了一次在1947年開放以外，其他重新開放的相關嘗試都失敗了。維也納市議會於1987年獲得天文台的管理權，並且自1989到1995年間對天文台進行初步的全面翻修，最後在奧塔克靈民眾高等學校的管理下重新開放作為公眾教育機構。

## 保存設備
庫夫納天文台保存了四個製造於19世紀晚期，至今仍在使用的四個主要設備：1884年製造的口徑27公分折射望遠鏡、1890年製造的口徑15.6公分摄星镜（今日使用 CCD）、口徑13.2公分子午儀，是奧匈帝國最大的中天儀，配合它的垂直圓儀器是今日歐洲少數仍在進行觀測的、21.7/300公分太陽儀是史上最大的太陽儀。

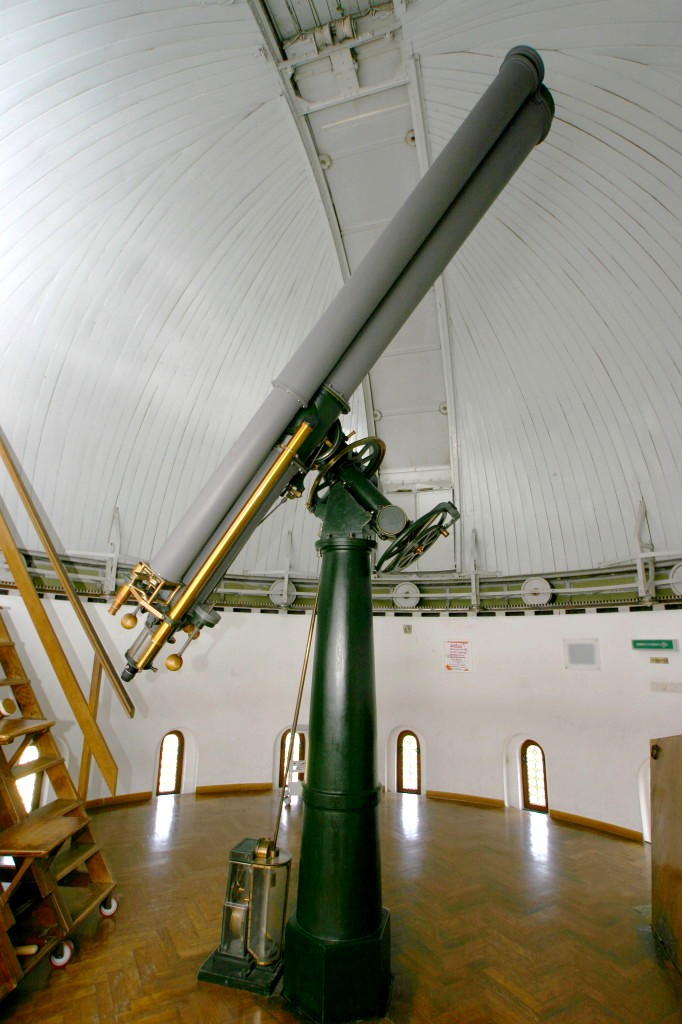
折射望遠鏡
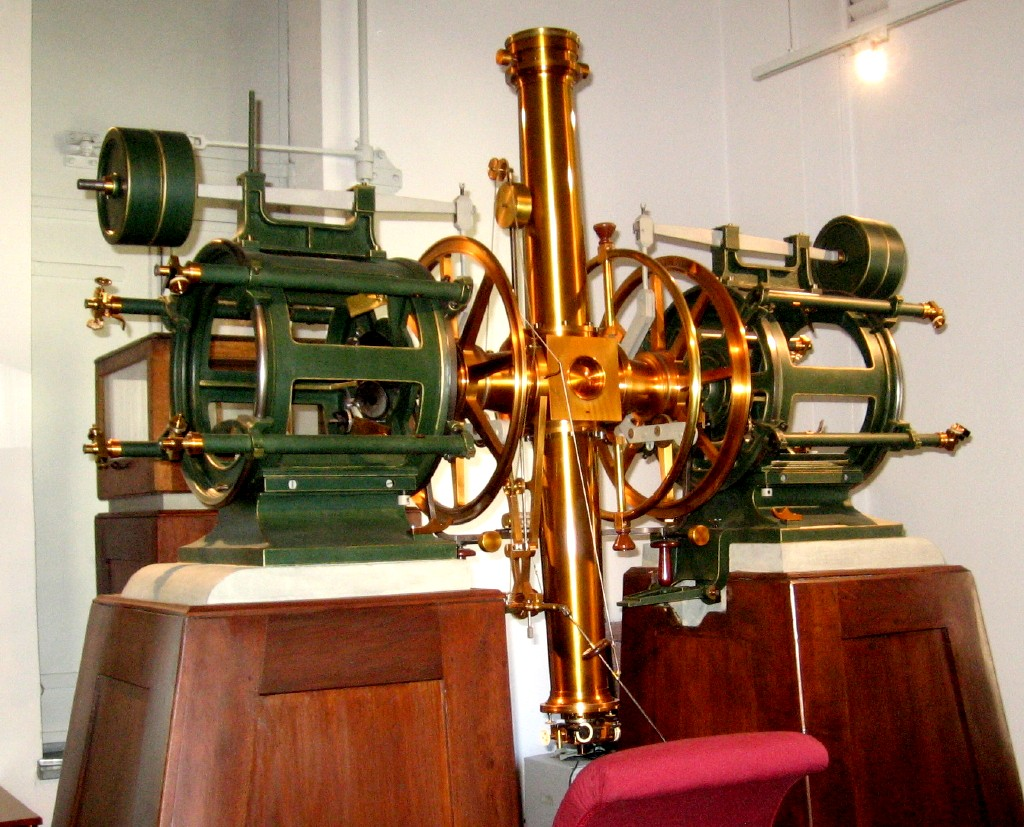
子午儀
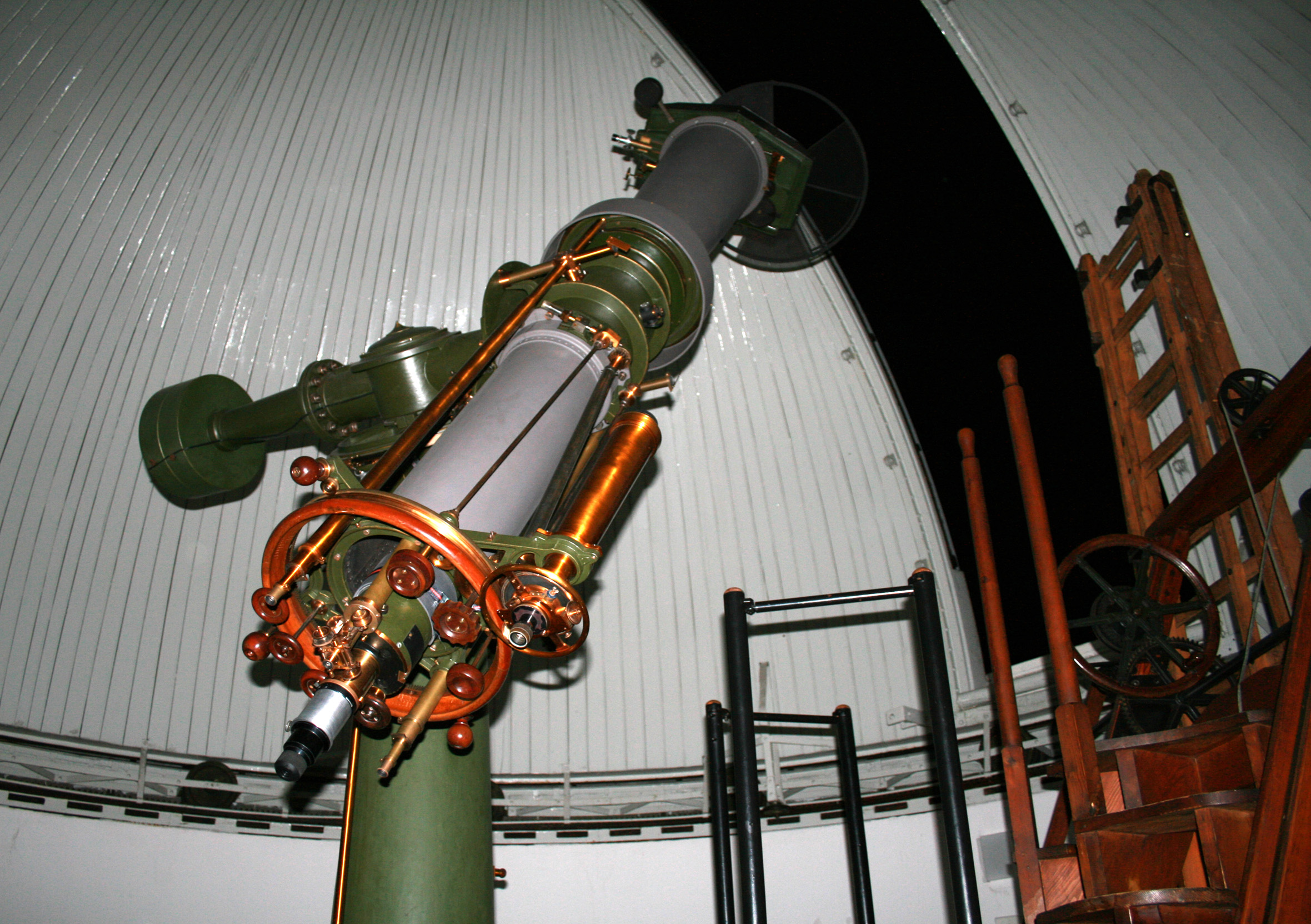
太陽儀

## 近況
除了作為科學博物館和持續進行的天文學普及教育以外，庫夫納天文台還是奧地利負責的國際紫外線探測器光譜儀資料庫主機所在地。2006年的歐洲小行星與彗星會議和2008年黑暗天空運動的歐洲暗天研討會也在庫夫納天文台舉辦。

## 外部連結
- Official website （页面存档备份，存于） （德文）
- Report on the DARKSKY 2008 European Symposium （页面存档备份，存于）

48°12′45″N 16°17′28″E / 48.21250°N 16.29111°E